# Alexander Dinghas
Alexander Dinghas (Esmirna, 9 de fevereiro de 1908 – Berlim, 19 de abril de 1974) foi um matemático alemão de origem grega.

## Biografia
Dinghas nasceu em 9 de fevereiro de 1908 em Smyrna (atual Esmirna), Turquia. Foi para a escola em Smyrna. Foi com sua família para Atenas em 1922.
Dinghas completou o ensino médio e entrou na Universidade Técnica Nacional de Atenas em 1925. Obteve a graduação com um diploma em engenharia elétrica e mecânica em 1930.
Em 1931 Dinghas começou a estudar na Universidade de Berlim, onde obteve um doutorado em 1936, orientado por Erhard Schmidt, com a tese Beiträge zur Theorie der meromorphen Funktionen.
Dinghas não era alemão, sendo sua carreira durante os anos nazistas muito dificil. Após a Segunda Guerra Mundial sua sorte mudou. Tornou-se professor de matemática da Universidade Humboldt de Berlim em 1947. De 1949 até sua morte foi professor de matemática da Universidade Livre de Berlim, onde foi diretor do Instituto de Matemática.
Dinghas morreu em 19 de abril de 1974 em Berlim.

## Trabalho
Dinghas é conhecido por seu trabalho em diferentes áreas da matemática, incluindo equações diferenciais, funções de uma variável complexa, teoria da medida e geometria diferencial. Sua mais significativa contribuição foi sua obra em teoria das funções, em particular a teoria de Nevanlinna e o crescimento de funções subarmônicas.

## Obras selecionadas
- Vorlesungen über Funktionentheorie, Grundlehren der mathematischen Wissenschaften, Springer 1961[3]
- Minkowskische Summen und Integrale. Superadditive Mengenfunktionale. Isoperimetrische Ungleichungen (1961)
- Einführung in die Cauchy-Weierstrass'sche Funktionentheorie, BI, 1968
- Zur Differentialgeometrie der klassischen Fundamentalbereiche, Springer 1974